# Pupascleromyia badhyzi
Pupascleromyia badhyzi är en tvåvingeart som beskrevs av Fedotova 2001. Pupascleromyia badhyzi ingår i släktet Pupascleromyia och familjen gallmyggor.
Artens utbredningsområde är Turkmenistan. Inga underarter finns listade i Catalogue of Life.